# Feodor Fedorenko
Feodor Fedorenko (ukrainisch Федір Федоренко Fedir Fedorenko; russisch Фёдор Демьянович Федоренко Fjodor Demjanowitsch Fedorenko; geb. 17. September 1907 in Dschankoj, Gouvernement Taurien, Russisches Kaiserreich; gest. 28. Juli 1987 in Simferopol, Ukrainische SSR, UdSSR) war ein sowjetischer Kriegsverbrecher. Im Zweiten Weltkrieg war er Hilfswilliger im Vernichtungslager Treblinka im deutsch besetzten Polen. 1984 wurde er aus dem US-amerikanischen Exil an die Sowjetunion ausgeliefert und dort hingerichtet.

## Leben

### Im Zweiten Weltkrieg
Fedorenko wurde in Dschankoj auf der Krim geboren. Beim deutschen Angriff auf die Sowjetunion im Juni 1941 wurde er in die Rote Armee als LKW-Fahrer ohne militärische Vorbildung eingezogen. Nach einigen Wochen wurde seine Gruppe von Soldaten der Wehrmacht gefangen genommen und drei Tage später nach Schytomyr, dann nach Riwne und schließlich nach Chełm in Polen transportiert. Dort wurde er von deutschen Offizieren, die von der Aktion Reinhardt zurückgekehrt waren, zusammen mit 200 bis 300 Ukrainern zu einer Ausbildung ins SS-Ausbildungs- und Arbeitslager Trawniki geschickt. Er wurde durch SS-Sturmbannführer Karl Streibel zum Hiwi-Schützen ausgebildet und in das Vernichtungslager Treblinka kommandiert, wo er als Unteroffizier den Rang eines Oberwachmanns erlangte. Im März und April 1942 wurde er im Ghetto Lublin eingesetzt, von wo in dieser Zeit über 30.000 Juden in das Vernichtungslager Belzec und weitere 4.000 Juden nach Majdanek transportiert wurden. Von Lublin aus wurde er mit seinem Sonderdienst-Bataillon mit 80 bis 100 Untergebenen in das Warschauer Ghetto kommandiert und kehrte im September 1942 nach Treblinka zurück. Hier leitete er bis zum Aufstand von Treblinka im August 1943 eine 200-köpfige ukrainische Abteilung, die die ankommenden Häftlinge auszog, schlug und vergaste.

### Auswanderung in die USA
Nach Kriegsende ließ er seine Frau und zwei Kinder in der Sowjetunion zurück und lebte vier Jahre lang als Displaced Person in Westdeutschland. 1949 zog er von Hamburg in die Vereinigten Staaten und erhielt dort dank des Displaced Persons Act eine ständige Niederlassungserlaubnis. Er lebte zunächst in Philadelphia und ließ sich dann für die nächsten zwei Jahrzehnte in Waterbury (Connecticut) nieder, wo er als Metallarbeiter angestellt war. In der Zwischenzeit wurde er von Holocaust-Überlebenden anhand von Fotos und Dokumenten als Wachmann in Treblinka identifiziert. Mitte der 1960er Jahre erschien sein Name auf einer in Europa und Israel zusammengestellten Liste von 59 in den USA lebenden Kriegsverbrechern, die an den Immigration and Naturalization Service weitergeleitet wurde. 1970 erhielt er die amerikanische Staatsbürgerschaft. Nach einigen Anhörungen durch das Government Accountability Office (GAO) wurden die Informationen aus den 1960er Jahren der Generalstaatsanwaltschaft des US-Justizministeriums zur Verfügung gestellt.

### Prozess und Auslieferung
Im Jahr 1978 wurde Fedorenko verhaftet und in Fort Lauderdale (Florida) drei Tage lang in einem Zivilprozess verhört, wobei das neu gegründete Office of Special Investigations seine Ausbürgerung beantragte. Richter Norman C. Roettger erläuterte sein Urteil dahingehend, dass Fedorenko selbst ein Opfer der Nazi-Aggression gewesen sei, dass die Staatsanwaltschaft Fedorenkos kriminelle Aktivitäten in Treblinka nicht beweisen konnte und er daher seine US-Staatsbürgerschaft behalten dürfe. Diese Entscheidung wurde jedoch vom Obersten Gericht der Vereinigten Staaten am 21. Januar 1981 rückgängig gemacht, und im Dezember 1984 wurde Fedorenko als erster NS-Kriegsverbrecher an die Sowjetunion ausgeliefert. Er verbrachte dort etwa ein Jahr im Gefängnis, bis zur Eröffnung seines Prozesses am 10. Juni 1986 vor dem Regionalgericht der Krim. Er wurde des Hochverrats und der Teilnahme an Massenerschießungen für schuldig befunden, zum Tod durch Erschießen verurteilt und am 28. Juli 1987 hingerichtet.